# Hook ou la Revanche du capitaine Crochet
Pour plus de détails, voir Fiche technique et Distribution.
Hook ou la Revanche du capitaine Crochet (Hook), ou Capitaine Crochet au Québec, est un film américain réalisé par Steven Spielberg et sorti en 1991. Il est inspiré de Peter Pan de J. M. Barrie.
Réunissant Dustin Hoffman, Robin Williams, Julia Roberts et Bob Hoskins, le scénario montre un Peter Pan adulte, devenu un avocat d'affaires marié et père de deux enfants, mais ayant occulté son passé jusqu'au jour où le capitaine Crochet réapparaît et enlève ses enfants.
Bien qu'ayant reçu des critiques assez mitigées au moment de sa sortie, le film fut un succès auprès du public, rapportant plus de 300 millions de dollars dans le monde entier (pour un budget de 70 millions) et remportant plusieurs prix, ainsi que cinq nominations aux Oscars. Il est aujourd'hui considéré comme un film culte.

## Synopsis
Le temps a passé et Peter Pan a vieilli. Il a épousé Moira, la petite-fille de Wendy, avec qui il a eu 2 enfants, Jack et Maggie. Il est devenu Peter Banning, un avocat d'affaires obsédé par son travail. Étant désormais adulte, il n'a plus le moindre souvenir du Pays Imaginaire et est devenu un homme rationnel, pour qui l'histoire de Peter Pan n'est qu'un conte pour enfants. Mais le capitaine Crochet, supposé mort quand Peter quitta le Pays Imaginaire, réapparaît et fait kidnapper ses enfants. La fée Clochette vient alors chercher Peter pour l’emmener au Pays imaginaire, où il se retrouve nez à nez avec Crochet lui-même.
Refusant de se battre contre la nouvelle version de son pire ennemi, qu’il peine, d’ailleurs, à reconnaître, Crochet accorde 3 jours à Peter pour se remettre sur pieds, après quoi il acceptera de l’affronter en duel et, au cas où il perdrait, relâcher Jack et Maggie.
Les Enfants Perdus, qui sont tout aussi déconcertés que Crochet de retrouver leur ancien chef en tant que quadragénaire, l’aident à retrouver ses anciennes capacités. Petit à petit, Peter redécouvre les plaisirs du jeu, l’usage de l’imagination et son talent de bagarreur. Il éprouve, cependant, des difficultés à évoquer un souvenir suffisamment heureux pour lui permettre de voler. De son côté, Crochet manipule Jack pour le retourner contre Peter. Peiné que son père le fasse passer après son envahissant métier et ne tienne jamais ses promesses, Jack se laisse convaincre par Crochet, qui lui organise un match de baseball privé (Peter a raté le dernier match à cause de son travail), qu’il gagne, et commence à voir en lui un père de substitution. Choqué de voir que Crochet a pris sa place dans le cœur de son fils, Peter retrouve son refuge d’autrefois, puis, grâce à Clochette et à son ancien nounours, la mémoire de ses jeunes années lui revient, et il découvre, du même coup, sa pensée heureuse : son très cher désir d’être père.
De retour sur le bateau de Crochet, la bataille éclate entre les pirates et les Enfants Perdus. La mort, de la main de Crochet, de Rufio, le chef des Enfants Perdus depuis le départ de Peter, permet à Jack de réaliser qui est vraiment son père de substitution. Après un long et ultime combat à l’épée contre son pire ennemi, Crochet finira dans la gueule du Crocodile, puis Peter et ses enfants rentrent chez eux sains et saufs.

## Fiche technique
Sauf indication contraire, les informations mentionnées dans cette section peuvent être confirmées par les bases de données cinématographiques  présentes dans la section « Liens externes ».
- Titre original : Hook
- Titre français : Hook ou la Revanche du capitaine Crochet
- Titre québécois : Capitaine Crochet
- Réalisation : Steven Spielberg
- Scénario : James V. Hart, Malia Scotch Marmo et Nick Castle, d'après l'œuvre de J. M. Barrie
- Musique : John Williams
- Décors : Norman Garwood
- Costumes : Anthony Powell
- Photographie : Dean Cundey
- Montage : Michael Kahn
- Production : Kathleen Kennedy, Frank Marshall, Gerald R. Molen ; Dodi Al-Fayed, James V. Hart (délégués) ;  Bruce Cohen et Malia Scotch Marmo (associés) ; Gary Adelson, Craig Baumgarten (coproducteurs)
- Sociétés de production : Amblin Entertainment et TriStar
- Société de distribution : Columbia TriStar
- Budget : 60 000 000 $-80 000 000 $
- Pays de production :  États-Unis
- Langue originale : anglais
- Genres : aventure, fantastique, comédie dramatique
- Dates de sortie[1]:
  - États-Unis : 11 décembre 1991
  - France : 1er avril 1992

## Distribution
Sauf indication contraire, les informations mentionnées dans cette section peuvent être confirmées par les bases de données cinématographiques  présentes dans la section « Liens externes ».
- Robin Williams (VF : Michel Papineschi ; VQ : Hubert Gagnon) : Peter Banning / Peter Pan
- Dustin Hoffman (VF : Richard Darbois ; VQ : Guy Nadon) : le capitaine James Crochet
- Julia Roberts (VF : Céline Monsarrat ; VQ : Claudie Verdant) : la fée Clochette
- Bob Hoskins (VF : Mario Santini ; VQ : Ronald France) : Monsieur Mouche / l'agent de propreté de Kensington Gardens
- Maggie Smith (VF : Monique Mélinand ; VQ : Yolande Roy)  : Wendy âgée
- Gwyneth Paltrow (VF : Barbara Tissier ; VQ : Geneviève De Rocray)  : Wendy jeune
- Caroline Goodall (VF : Françoise Cadol ; VQ : Claudine Chatel)  : Moira Banning
- Charlie Korsmo (VF : Alexis Tomassian ; VQ : Inti Chauveau) : Jack Banning
- Amber Scott (VF : Jennifer Lauret) : Maggie Banning
- Laurel Cronin (VQ : Arlette Sanders) : Liza, la gouvernante
- Phil Collins (VF : Hervé Bellon ; VQ : Luis de Cespedes)  : l'inspecteur de police Good
- Arthur Malet (VF : Pierre Baton ; VQ : Yves Massicotte)  : « Tootles » (La Flûte en VF)
- Dante Basco (VF : Emmanuel Garijo) : Rufio, chef des Enfants perdus
- Isaiah Robinson (VF : Stanislas Forlani) : « Pockets »
- Jasen Fisher : « Ace »
- Raushan Hammond (VF : David Lesser VQ : Olivier Visentin) : « Thud Butt » (« Misch » en VF)
- James Madio : « Don't Ask »
- Thomas Tulak : « Too Small »
- Alex Zuckerman : « Latchboy »
- Ahmad Stoner : « No Nap »
- Glenn Close (VF : Martine Meiraeghe ; VQ : Charlotte Bernard)  : Lafrousse, pirate finissant dans le « coffre à bobo »
- David Crosby : un pirate
- Nick Tate : Noodler
- Don S. Davis : Dr Fields
- Kelly Rowan : la mère de Peter Pan
- Tony Burton : Bill Jukes
- George Lucas et Carrie Fisher : deux amoureux s'embrassant sur le pont de Londres en train de léviter (caméos)[2]

## Production

### Genèse et développement
Steven Spielberg a commencé à développer le projet au début des années 1980 avec les studios Disney et Paramount Pictures. La première version suivait directement l'histoire du film d'animation de 1953 et celle du film muet de 1924. Le film entre en pré-production en 1985, mais Spielberg abandonne le projet. James V. Hart développe le scénario avec le réalisateur Nick Castle pour TriStar Pictures avant que Steven Spielberg ne décide finalement de le diriger en 1989. Le fait de savoir si le film est une suite de la pièce originale de J. M. Barrie ou du film d'animation de 1953 est laissé dans le doute. En effet, dans le livre d'origine, Crochet meurt finalement, avalé par le Crocodile. C'est dans le film de 1953 que Crochet survit à la fin (pour éviter de choquer le jeune public).

### Attribution des rôles
À l'origine, c'est David Bowie qui devait jouer le Capitaine Crochet et Michael Jackson Peter Pan. Cependant, Bowie refusa le rôle de Crochet et Jackson, ayant précédemment exprimé son intérêt pour le rôle, n'était pas intéressé par la vision de Spielberg d'un Peter Pan adulte qui avait oublié son passé,,.
Gwyneth Paltrow tient le rôle de Wendy dans le flash-back. Glenn Close joue furtivement un pirate se faisant punir par le capitaine Crochet. Les enfants de Dustin Hoffman apparaissent dans le film : Max Hoffman joue Peter Pan âgé de 5 ans, Rebecca Hoffman est Jane dans la pièce de théâtre de l'école et Jake Hoffman est un joueur de baseball dans le match de Jack Banning. Les chanteurs Phil Collins et David Crosby ont chacun un petit rôle dans le film, le premier celui de l'Inspecteur Good qui se rend au domicile de la famille après la disparition des enfants, alors que le second est un des pirates au service du Capitaine James Crochet.

### Tournage
Hook a été tourné entièrement sur les plateaux de Sony Pictures Studios à Culver City, en Californie. Lorsque Peter embrasse Moira pour la première fois, on peut voir une affiche des Beatles au-dessus du lit A Hard Day's Night et leurs visages sur le coussin sur lequel Peter pose sa main.
Au début du film, lorsque Peter est dans le bateau de pirate, M. Mouche prend un porte-voix et crie « Good Morning, Pays imaginaire », référence à Good Morning Vietnam dans lequel Robin Williams tenait le rôle du Disc-jockey Adrian Cronauer, commençant son émission en prononçant les mêmes mots.
Dans la scène de fin du film, en version originale Tootles crie au moment de s'envoler "Seize the day!", référence à la réplique culte de Robin Williams dans le film Le Cercle des poètes disparus.

### Bande originale
John Williams a composé la bande originale du film, comme dans la majorité des films de Spielberg. Leslie Bricusse a quant à lui écrit les paroles des chansons We Don't Wanna Grow Up et When You're Alone.
| Hook (Original Motion Picture Soundtrack) | Hook (Original Motion Picture Soundtrack)       | Hook (Original Motion Picture Soundtrack) | Hook (Original Motion Picture Soundtrack) | Hook (Original Motion Picture Soundtrack) | Hook (Original Motion Picture Soundtrack) | Hook (Original Motion Picture Soundtrack) | Hook (Original Motion Picture Soundtrack) | Hook (Original Motion Picture Soundtrack) | Hook (Original Motion Picture Soundtrack) |
| No                                        | Titre                                           | Durée                                     |                                           |                                           |                                           |                                           |                                           |                                           |                                           |
| ----------------------------------------- | ----------------------------------------------- | ----------------------------------------- | ----------------------------------------- | ----------------------------------------- | ----------------------------------------- | ----------------------------------------- | ----------------------------------------- | ----------------------------------------- | ----------------------------------------- |
| 1.                                        | Prologue                                        | 1:30                                      |                                           |                                           |                                           |                                           |                                           |                                           |                                           |
| 2.                                        | We Don't Wanna Grow Up                          | 1:50                                      |                                           |                                           |                                           |                                           |                                           |                                           |                                           |
| 3.                                        | Banning Back Home                               | 2:22                                      |                                           |                                           |                                           |                                           |                                           |                                           |                                           |
| 4.                                        | Granny Wendy                                    | 2:57                                      |                                           |                                           |                                           |                                           |                                           |                                           |                                           |
| 5.                                        | Hook-Napped                                     | 3:56                                      |                                           |                                           |                                           |                                           |                                           |                                           |                                           |
| 6.                                        | The Arrival of Tink and the Flight to Neverland | 5:55                                      |                                           |                                           |                                           |                                           |                                           |                                           |                                           |
| 7.                                        | Presenting the Hook                             | 2:58                                      |                                           |                                           |                                           |                                           |                                           |                                           |                                           |
| 8.                                        | From Mermaids to Lost Boys                      | 4:24                                      |                                           |                                           |                                           |                                           |                                           |                                           |                                           |
| 9.                                        | The Lost Boy Chase                              | 3:31                                      |                                           |                                           |                                           |                                           |                                           |                                           |                                           |
| 10.                                       | Smee's Plan                                     | 1:44                                      |                                           |                                           |                                           |                                           |                                           |                                           |                                           |
| 11.                                       | The Banquet                                     | 3:07                                      |                                           |                                           |                                           |                                           |                                           |                                           |                                           |
| 12.                                       | The Never-Feast                                 | 4:39                                      |                                           |                                           |                                           |                                           |                                           |                                           |                                           |
| 13.                                       | Remembering Childhood                           | 11:02                                     |                                           |                                           |                                           |                                           |                                           |                                           |                                           |
| 14.                                       | You are the Pan                                 | 3:59                                      |                                           |                                           |                                           |                                           |                                           |                                           |                                           |
| 15.                                       | When You're Alone                               | 3:13                                      |                                           |                                           |                                           |                                           |                                           |                                           |                                           |
| 16.                                       | The Ultimate War                                | 7:53                                      |                                           |                                           |                                           |                                           |                                           |                                           |                                           |
| 17.                                       | Farewell Neverland                              | 10:16                                     |                                           |                                           |                                           |                                           |                                           |                                           |                                           |
| 75:19                                     |                                                 |                                           |                                           |                                           |                                           |                                           |                                           |                                           |                                           |

Les Petits chanteurs d'Asnières ont interprété les versions françaises des chansons.

## Distinctions

### Nominations
- Oscars 1992 :
  - Meilleure direction artistique (Norman Garwood et Garrett Lewis)
  - Meilleurs costumes (Anthony Powell)
  - Meilleurs maquillages (Christina Smith, Monty Westmore et Greg Cannom)
  - Meilleurs effets visuels (Eric Brevig, Harley Jessup, Mark Sullivan et Michael Lantieri)
  - Meilleure chanson originale (John Williams et Leslie Bricusse pour When You're Alone)
- Razzie Awards 1992 : Pire second rôle féminin pour Julia Roberts

## Analyse

### Erreurs et incohérences
On peut relever quelques erreurs dans le film :
- Lorsque Peter sort sa montre spéciale pour la confier à Jack, le cadran indique 19 h 42 alors que, au changement de plan, il indique 19 h 55.
- Lorsque Clochette tire sur le tapis pour faire voltiger Peter en lui faisant faire une pirouette, on peut apercevoir que le cascadeur doublant Robin Williams saute juste avant que le tapis soit tiré. De plus, lorsque Peter tombe par terre, il atterrit à côté du drap et du sac rose alors que, sur le gros plan qui suit, ces mêmes objets apparaissent autour de la tête de Peter.
- Sur le premier plan large où l'on voit le bateau du capitaine Crochet, la caméra se trouve face à la toile avant puis descend, révélant ainsi tout le décor de la scène. On peut cependant apercevoir l'échafaudage (sur le haut en arrière plan), le projecteur (brillant contre le côté droit de l'épée du squelette ornant la proue) et les techniciens (se déplaçant sur l'échafaudage).
- Lors de la première apparition du capitaine, on peut vaguement apercevoir la caméra dans le reflet de son crochet.
- Quand Peter tombe à l'eau et que la première sirène l'embrasse, il a soudainement les bras libres alors qu'ils étaient attachés derrière son dos.
- Quand Peter met le pied dans une liane qui le tire aussitôt en l'air, il y met le pied gauche alors que, sur le plan large suivant, il est tiré par le pied droit.
- Quand des enfants perdus lancent des flèches sur Peter, celui-ci s'en prend trois en pleine poitrine puis se les prend à nouveau sur le plan suivant.
- Au moment où Crochet sort un pistolet pour faire une nouvelle tentative de suicide, il a sa longue veste rouge sur les épaules. À partir du moment où il place l'arme contre le côté du front, sa veste a disparu de ses épaules.
- Après avoir perdu le jeu des grossièretés face à Peter, Rufio boude debout contre un rocher. Au moment où les enfants perdus déclenchent une bagarre de nourriture, Rufyo apparaît assis sur les plans larges. Peu après, il s'avance pour saisir une noix de coco alors que sur le plan large qui suit, il est toujours assis puis, au changement de plan, il est de nouveau debout et s'apprête à lancer la noix de coco sur Peter.
- Comme pour sa première scène avec Peter, la même montre spéciale change brusquement de minute au fil des plans lorsque le tic-tac fait titiller la moustache du capitaine Crochet. Elle indique tour à tour 6 h 34, 6 h 42, 6 h 39 puis finalement 6 h 28.
- Au moment où Peter se prend la balle de baseball (frappée par Jack), il s'écroule sur de l'herbe. Au changement de plan, il apparaît couché sur un rocher.
- Lorsque Peter, à l'âge de douze ans, tente d'attraper son ombre, on peut apercevoir la véritable ombre du jeune acteur derrière celui-ci.

## Autour du film

### Adaptation
Le film a été novélisé  par Terry Brooks et Geary Gravel en 1991.